# The Elder Scrolls IV: Shivering Isles
The Elder Scrolls IV: Shivering Isles é a única expansão do jogo The Elder Scrolls IV: Oblivion. Realiza-se no plano de Sheogorath em Oblivion. Sheogorath procura um mortal como seu campeão. Muitos mistérios aguardam suas investigações nesta realidade dividida torcida, que o Prince of Madness chama o Shivering Isles.